# Tarpon (U-Boot-Projekt)
Das Kleinst-U-Boot Tarpon, benannt nach dem Fisch Tarpune, war ein geplantes Projekt der deutschen Kriegsmarine gegen Ende des Zweiten Weltkrieges.

## Entwicklungsgeschichte
Die Idee geht auf den U-Boot Kommandanten Kapitänleutnant der Reserve Fritz Kalipke zurück. Dieser trat im Herbst 1944 an das Kommando der Kleinkampfmittel der Kriegsmarine unter der Führung von Hellmuth Heye mit dem Vorschlag heran, ein Kleinst-U-Boot zu entwickeln, dessen beide Torpedos nicht wie üblich unterhalb oder seitlich des Rumpfes anzubringen seien, sondern untereinander am Vorschiff. Dies, so meinte er, hätte zur Folge, dass das Kleinst-U-Boot für den Piloten auf dem langen Rückmarsch einfacher zu handhaben sei.
Das Kommando der Kleinkampfmittel trat in dieser Sache an die Howaldtswerke in Kiel heran, um das Kleinst-U-Boot unter Nutzung der Komponenten des Projektes Hecht umzusetzen. Dabei sollte ein reiner Elektroantrieb vorgesehen sein, der bei 4 bis 5 Tonnen Verdrängung einen Fahrbereich von ca. 180 sm ermöglichen sollte. Die beiden unterhalb des Vorschiffes angebrachten Torpedos sollten dabei zu 1/3 oder bis zur Hälfte in Rohrtunneln gelagert werden, deren Öffnungen sich nach dem Abschuss schlossen. Die Planungen waren so weit gediehen, dass die Fertigung eines Prototyps unmittelbar bevorstand. Vor der bedingungslosen Kapitulation der Wehrmacht konnte jedoch keiner mehr gefertigt werden.